# Italo Marenco
Italo Adolfo Marenco Campos (San José, 10 de febrero de 1983) es un presentador de televisión, actor, modelo y exfutbolista costarricense.                    Hijo de los reconocidos actores de teatro y televisión Roxana Campos y Álvaro Marenco.

## Televisión
Presentó en Repretel el programa Combate, junto a las actriz y notera, modelos y presentadoras de TV Marianela Valverde y Natalia Carvajal hasta su salida del aire. 
En el 2015-2016 Fue su primera participación con los Toros de Repretel.
Como actor participó en la película "Italia 90" que homenajeaba la hazaña lograda por la Selección Nacional de Costa Rica en ese momento (antes de lo logrado en Brasil 2014), interpretando al exjugador Óscar Ramírez.
Posteriormente participó como presentador en un nuevo programa llamado, Batalla de Talentos (BDT), junto a la actriz, modelo y presentadora de TV Natalia Carvajal y los acompañan como reporteras, las modelos, Laura Ortega y Karina Campos.
En mayo de 2017, a sus 34 años, colaboró por primera vez con el periodista Tony Bertarioni, conocido como “Tigre Tony”, se estrenó el espacio de entretenimiento “Guerreros”, cuarto reality show, que tiene educación física y entrenamiento básico durante 4 meses.
En la actualidad se desempeña como presentador de la revista matutina Giros.

## Como jugador
Luego de permanecer varios años en diferentes categorías menores del Deportivo Saprissa, pasó al Fusión Tibás de la segunda categoría, debutando el domingo 29 de agosto del 2004.
Luego pasó al cuadro de la Universidad de Costa Rica, militando también con los universitarios en la Primera División y luego se vinculó al Barrio México, donde permaneció dos temporadas. 
Marenco participó con Fusión Tibás en el 2005, con la UCR en el 2007 y con Barrio México en las temporadas 2007-2008 y 2008-2009. 
En el 2010 dio el salto al fútbol internacional para jugar con el AS Chingolona de Italia.
Finalmente se retiró en el 2014 jugando para Escazuceña.